# Roma (okręg Botoszany)
Roma – wieś w Rumunii, w okręgu Botoszany, w gminie Roma. W 2011 roku liczyła 2738 mieszkańców.